# Santiago Sánchez Sebastián

Wappen von Santiago Sánchez Sebastián

Santiago Sánchez Sebastián OAR (* 25. Juli 1957 in Cortes, Navarra, Spanien) ist ein spanischer römisch-katholischer Ordensgeistlicher und Prälat von Lábrea.

## Leben
Santiago Sánchez Sebastián trat der Ordensgemeinschaft der Augustiner-Rekollekten bei und legte am 22. August 1976 die ewige Profess ab. Er empfing am 26. Juli 1980 das Sakrament der Priesterweihe.
Am 13. April 2016 ernannte ihn Papst Franziskus zum Prälaten von Lábrea. Die Bischofsweihe spendete ihm der Erzbischof von Manaus, Sérgio Eduardo Castriani CSSp, am 5. Juni desselben Jahres. Mitkonsekratoren waren sein Amtsvorgänger Jesús Moraza Ruiz de Azúa OAR, der Bischof von Rio Branco, Joaquín Pertíñez Fernández OAR, und der Bischof von Bistum Tianguá, Francisco Javier Hernández Arnedo OAR.